# شیوع کووید-۱۹ در کاخ سفید
شیوع کووید ۱۹ کاخ سفید مجموعه ای از عفونت‌های کروناویروس سندرم حاد تنفسی ۲ در ماه سپتامبر و اکتبر سال ۲۰۲۰ است که بسیاری از مقامات دولت ایالات متحده، که در هنگام شیوع کویید ۱۹ در واشینگتن دی سی بودند آلوده شدند، از جمله دونالد ترامپ، رئیس‌جمهور آمریکا، که به مدت سه روز در بیمارستان بستری بود.
به نظر می‌رسد بسیاری از عفونت‌ها مربوط به مراسمی است که در تاریخ ۲۶ سپتامبر در باغ گل رز کاخ سفید برای معرفی نامزدی امی کنی بارت به دیوان عالی کشور برگزار شد، جایی که در محل نشستن فاصلهٔ اجتماعی رعایت نشد و بیشتر شرکت کنندگان بدون ماسک بودند. ممکن است خود ترامپ در آن مقطع آلوده بوده باشد، اما او و اطرافیانش در چندین رویداد بعدی از جمله اولین مناظره ریاست جمهوری با جو بایدن در کلیولند، اوهایو در ۲۹ سپتامبر بدون ماسک حضور داشتند. روز بعد، مشاور مطبوعاتی ،هوپ هیکس، در حالی که با ترامپ از یک کارزار انتخاباتی در مینه سوتا بازگشت، در داخل هواپیمای ایر فورس وان در قرنطینه قرار گرفت. به دنبال آن، رئیس‌جمهور طبق برنامه قبلی در اول اکتبر در یک برنامه جمع‌آوری کمک مالی در نیوجرسی شرکت کرد و در آنجا، بدون ماسک، با اهدا کنندگان دیدار کرد.
از دیگر افراد آلوده می‌توان به بانوی اول ملانیا ترامپ، سناتورهای جمهوری‌خواه تام تیلیس، مایک لی و ران جانسون؛ مدیر کمپین انتخاباتی ترامپ، ۲۰۲۰، بیل استپین؛ رئیس حزب جمهوری‌خواه رونا مک دانیل؛ کلین کانوی مشاور سابق کاخ سفید؛ کریس کریستی فرماندار سابق نیوجرسی؛ رئیس دانشگاه نوتردام جان آی. جنکینز، دبیر مطبوعاتی کاخ سفید کیلی مک‌اننی و مشاور ارشد رئیس‌جمهور استیون میلر اشاره کرد.
در طی روزهای بعدی چندین گزارش از آزمایش‌های مثبت بر روی افرادی که به کاخ سفید یا بازدیدها یا رویدادهای کاخ سفید مربوط بودند وجود داشت. آنها شامل سناتورهای جمهوری‌خواه تام تیلیس، مایک لی و ران جانسون بودند. همچنین نتایج آزمایش‌های کلین کانوی مشاور سابق کاخ سفید؛ کریس کریستی، فرماندار سابق نیوجرسی؛ بیل استیپین، مدیر مبارزات انتخاباتی ترامپ ۲۰۲۰؛ رونا مک دانیل، رئیس حزب جمهوری‌خواه و جان آی. جنکینز رئیس دانشگاه نوتردام نیز مثبت اعلام شد. از تاریخ ۶ اکتبر، حداقل ۳۵ نفر آزمایش مثبت داشتند. حداقل یک نفر، رئیس دفتر امنیتی کاخ سفید، کِرِد بیلی، به عنوان «بیمار شدید» گزارش شد. او در ماه سپتامبر در رویداد گل رز بیمار شده بود.
این خوشه ابتلا در هفته‌های آخر مبارزات انتخاباتی ترامپ برای انتخابات ریاست جمهوری سال ۲۰۲۰، کمی بیشتر از یک ماه قبل از آخرین روز رای‌گیری، ۳ نوامبر، ظهور کرد. مفسران به کاخ سفید برای ارائه اطلاعات متناقض در مورد وضعیت ترامپ و جدول زمانی آلودگی وی و همچنین به تأخیر انداختن افشای تشخیص‌های اولیه کارمندان کاخ سفید انتقاد داشتند.

## خط زمانی انتقال ویروسی

### پیش زمینه
در طول بهار، موارد پراکنده‌ای از ابتلا به کویید ۱۹ در کاخ سفید گزارش شد. در تاریخ ۲۰ مارس ۲۰۲۰، اعلام شد که یکی از کارمندان معاون رئیس‌جمهور آزمایش مثبتی داشته و علائم بسیار خفیفی را تجربه می‌کند، با این وجود نه ترامپ و نه پنس در تماس نزدیک با آن کارمند نبوده‌اند. در ۷ ماه مه، نتیجه آزمایش خادم شخصی رئیس‌جمهور مثبت اعلام شد و روز بعد، آزمایش کیتی میلر، سخنگوی معاون رئیس‌جمهور مایک پنس، مثبت شد.نتیجه آزمایش میلر باعث شد چندین کارمند دیگر پنس که از نزدیک با میلر در ارتباط بودند از لیست همراهان سفر پنس به آیووا حذف شوند، اما نه ترامپ و نه پنس در تماس نزدیک با میلر نبودند.
در ماه ژوئن، کاخ سفید رژیم غربالگری را کاهش داد، اما هنوز هم برای هر کسی که با رئیس‌جمهور یا معاون رئیس‌جمهور می‌خواست در تماس باشد، نیاز به غربالگری و آزمایش بود. بعد از آن نتیجه آزمایش دو مأمور سرویس مخفی پس از تظاهرات مبارزاتی ۲۲ ژوئن در تولسا و دو نفر دیگر، کیمبرلی گیلفویل و هرمن کین، سیاستمدار، مثبت شد.
در ۱۶ سپتامبر گزارش شد که نتیجه آزمایش حداقل یک کارمند ناشناس مثبت است. پس از بستری شدن ترامپ در بیمارستان، مشخص شد که نتیجه آزمایش دو عضو از کارکنان محل اقامت او در آن هفته مثبت بوده‌است.
ترامپ در ۱۸ سپتامبر در بمیجی، مینه‌سوتا تجمعی برگزار کرد. در این تجمع تعداد کمی از شرکت کنندگان ماسک داشتند و هیچ فاصله اجتماعی وجود نداشت. مقامات بهداشت هشدار دادند که به نظر می‌رسد این تجمع از قوانین این ایالت در برابر تجمع‌های بزرگ پیروی نمی‌کند. نتیجه آزمایش ۹ نفر از شرکت کنندگان تا ۹ اکتبر مثبت گزارش شد، همچنین دو نفر از این تعداد در بیمارستان بستری شدند.
کرد بیلی، رئیس دفتر امنیتی کاخ سفید، مدتی قبل از مراسم نامزدی دادگاه عالی در ۲۶ سپتامبر به کویید ۱۹ مبتلا شد و در ماه سپتامبر بر اثر شدت بیماری در بیمارستان بستری شد. کاخ سفید هنگام گزارش وضعیت وی در اخبار ۷ اکتبر، از اظهار نظر خودداری کرد.

### جمع‌آوری کمکهای مالی مبارزات انتخاباتی ترامپ، ۲۵ سپتامبر
ترامپ در جلسه جمع‌آوری کمک مالی در ۲۵ سپتامبر در هتل بین‌المللی ترامپ با رونا مک دانیل، رئیس کمیته ملی جمهوری خواهان، مک آنانی و دیگران دیدار کرد. در اول اکتبر، مک دانیل علی‌رغم تأیید نتیجه مثبت آزمایشش در بعد از ظهر ۳۰ سپتامبر، در فاکس نیوز ظاهر شد و هیچ صحبتی از وضعیت سلامتی خود نکرد. دو روز بعد، سخنگوی کمیته ملی جمهوری خواهان اعلام کرد که نتیجه آزمایش مک دانیل مثبت بوده‌است.

### رویداد گل رز

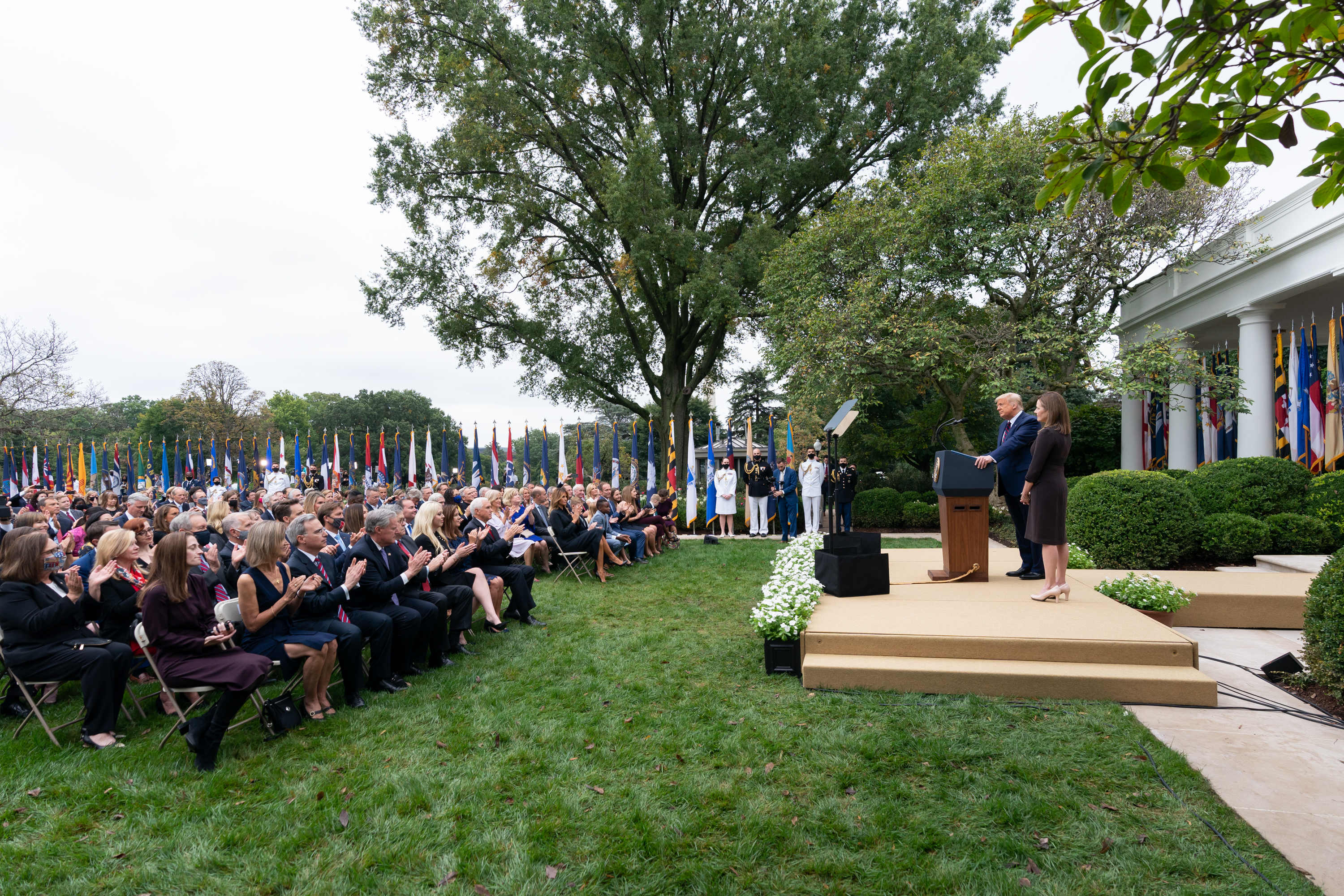
ترامپ هنگام سخنرانی در مراسمی که برای اعلام نامزدی ایمی کانی بارت به دیوان عالی کشور در باغ گل رز کاخ سفید برگزار شد.

در تاریخ ۲۶ سپتامبر سال ۲۰۲۰، رویدادی در کاخ سفید برای نامزدی امی کانی بارت در دیوان عالی کشور پس از مرگ روث بیدر گینزبرگ برگزار شد. در این مراسم بیش از ۱۵۰ نفر حضور داشتند. به آنها گفته شده بود که اگر در آن روز تست منفی داشتند نیازی به ماسک زدن ندارند. صندلی‌های این مراسم در فضای باز در کنار هم قرار گرفته بود و دو پذیرایی، در فضای داخلی نیز شلوغ بود. در نهایت حداقل نتیجه آزمایش هشت شرکت کننده در هفته بعد از این مراسم مثبت اعلام شد: رئیس‌جمهور، بانوی اول، هیکس، تیلیس، لی، جنکینز، کانوی و کریس کریستی.
کلودیا، دختر کانوی در شبکه‌های اجتماعی فاش کرد که نتیجه آزمایش مادرش، کلین کانوی، از عصر ۲ اکتبر مثبت اعلام شده‌است. در همان روز، آزمایش سناتورها مایک لی و تام تیلیس مثبت اعلام شد.کریستی در ۳ اکتبر تأیید کرد که آزمایش او مثبت است. کریستی در آماده‌سازی مناظره برای ترامپ و همچنین مراسم نامزدی بارت حضور داشت. بعداً همان روز، کریستی اعلام کرد پس از وخیم تر شدن وضعیتش او در بیمارستان بستری شده‌است.
بعداً فیلمی منتشر شد که نشان می‌داد این مراسم مایک لی در حالی که ماسک نداشت، در حال بغل کردن سایر حاضران بود. پنج نفر از این افراد در تماس نزدیک با دیگر مقامات ارشد جمهوریخواه در سه ردیف جلو نشسته بودند.جان آی. جنکینز بعداً بیانیه ای صادر کرد و گفت: «من از اشتباه خود در عدم استفاده از ماسک در مراسم و دست دادن با تعدادی از افراد در رویداد گل رز متاسفم.»
رابرت ال مورفی، پزشک بیمارهای عفونی گفت که اگر منشأ بیماری در مراسم گل رز باشد، ممکن است این بیماری توسط یک فرد سوپرسپردر (یک فرد بسیار مسری) آغاز شده باشد و اگر افراد از ماسک استفاده کرده بودند و فاصله گذاری اجتماعی هم انجام شده بود می‌شد از آن جلوگیری کرد. همچنین او گفت: «هرکسی که این کار را انجام داده یک سوپرسپردر فوق‌العاده است.» چندین شرکت کننده، از جمله بارت، قبل از آزمایش منفی، دچار عفونت شده بودند و منجر به حدس‌هایی شد که احتمالاً آنها سوپرسپردر بوده‌اند.

### اولین مناظره ریاست جمهوری

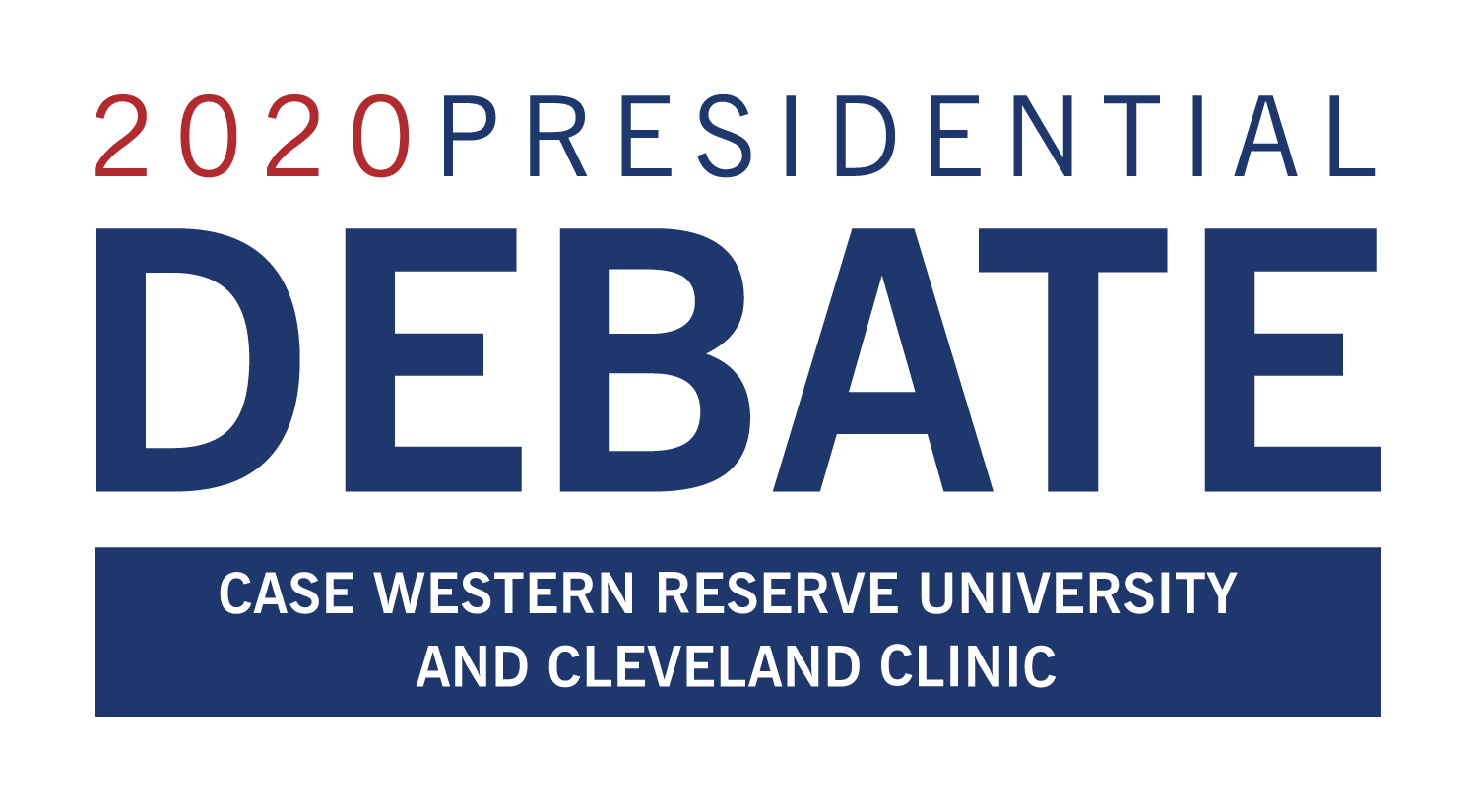
اولین مناظره ریاست جمهوری در تاریخ ۲۹ سپتامبر برگزار شد.

روز سه شنبه، ۲۹ سپتامبر، پرسنل کاخ سفید در اولین مناظره ریاست جمهوری در کلینیک کلیولند شرکت کردند. در نهایت نتیجه آزمایش حداقل ۱۱ فرد درگیر در این رویداد مثبت اعلام شد. علیرغم ادعاهای قبلی مبنی بر آزمایش همه شرکت کنندگان، کریس والاس، مجری مناظره بعداً فاش کرد که ترامپ و پرسنل وی خیلی دیر برای آزمایش وارد شدند و در عوض تحت «یک سیستم اعتماد» در سالن بحث پذیرفته شدند. حداقل سه نفر از پذیرفته شدگان بعداً مبتلا به کووید-۱۹ می‌شوند: رئیس‌جمهور، بانوی اول و هوپ هیکسایوانکا ترامپ و خواهران و برادرانش، دونالد جونیور، اریک و تیفانی ترامپ نیز در این مراسم حضور داشتند.
قبل از مناظره، هر دو کمپین با شرایط کمیسیون موافق بودند. این قوانین حکم می‌کرد که به غیر از دو نامزد ریاست جمهوری و مجری بحث، همه حاضران ماسک داشته باشند. ماسک زدن هنگام ورود اجرا شد، اما چندین مهمان ترامپ از جمله همسرش ملانیا ،اعضای خانواده و کارمندان ارشد، ماسکهای خود را پس از ورود به سالن برداشتند. وقتی کارمندان کلینیک کلیولند به مهمانان ترامپ شخصاً ماسک پیشنهاد دادند، آنها این پیشنهاد را رد کردند.

## تشخیص و پاسخ اولیه
در روز چهارشنبه، ۳۰ سپتامبر، بیماری هوپ هیکس، مشاور نزدیک ترامپ، پس از آزمایش مثبت و نشان دادن علائم، کووید-۱۹ تشخیص داده شد. در همان روز، رئیس RNC، رونا مک دانیل، مبتلا به کووید-۱۹ شد.
بلومبرگ نیوز روز جمعه گزارش داد، کارمندان ارشد کاخ سفید می‌خواستند خبر آزمایش مثبت ویروس کرونا هوپ هیکس را خصوصی نگه دارند. اما سخنگوی کاخ سفید روز جمعه گفت که تصمیم‌گیری در مورد علنی ساختن اطلاعات بهداشتی شخصی به عهده هیکس است نه کاخ سفید.
هیکس و کاخ سفید به دلیل پنهان کردن تشخیص وی مورد انتقاد قرار گرفتند. یکی از خبرنگاران پس از اطلاع از شیوع بیماری، از عدم هشدار کاخ سفید به افراد در معرض خطر انتقاد کرد و گفت: «چرا منشی مطبوعاتی علی‌رغم اینکه می‌دانست با کسی که تازه آزمایش ویروس کرونایش مثبت بوده جلسه توجیهی برگزار کرد؟ … او حتی به ما نگفت. حتی به خبرنگاران که در هواپیما بودند نگفت. هیچ‌یک از آنها را فاش نکرد.»
سرانجام تشخیص هیکس در عصر اول اکتبر اعلام شد. پس از انتشار خبر تشخیص هیکس، ترامپ اعلام کرد که پس از پرواز با ایر فورس وان با هیکس، هم او و هم همسرش آزمایش خواهند داد و قرنطینه خواهند شد.